# Sònia Guedán Carrió
Sònia Guedán Carrió   (Manresa, 1980) és una investigadora catalana.
Llicenciada en Farmàcia per la Universitat de Barcelona (2003) i doctora en Biotecnologia (2009) per la mateixa universitat, el doctorat el va realitzar en el grup de Viroterapia, dirigit pel Dr. Alemany (IDIBELL), gràcies a una beca competitiva de la Generalitat de Catalunya i va defensar la tesi Augment de l'eficàcia antitumoral d'adenovirus replicatius mitjançant l'expressió de hialuronidasa i proteïnes fusogèniques de membrana. Posteriorment es va traslladar a la Universitat de Pensilvània on va desenvolupar noves teràpies amb cèl·lules CAR-T sota la supervisió del Dr. Carl June. El 2011 li va ser concedida una beca Marie Curie per fer el postdoctorat i a finals del 2015 li van oferir un lloc de responsabilitat per tal de supervisar i gestionar part de l’equip del Dr. June.
Actualment, i des de l’any 2018, lidera el seu propi grup d’investigació a l'Institut d’Investigacions Biomèdiques August Pi i Sunyer, dedicata les cèl·lules CAR-T pel tractament de tumors sòlids.
Guedán és autora d’un gran nombre de publicacions científiques a revistes d’alt impacte, i editora de les revistes Frontiers in Inmunology i Frontiers in Oncology. També ha desenvolupat 4 patents a la Universitat de Pensilvània que van ser llicenciades per Novartis.
Per altra banda també és membre de la junta directiva de la Sociedad Española de Terapia Génica  i col·labora com a docent a diverses institucions.